# Biche (Trinidad y Tobago)
Biche es una localidad de Trinidad y Tobago, que forma parte de las regiones de Mayaro-Rio Claro y Sangre Grande.

## Geografía
La localidad abarca parte de la isla Trinidad y limita al norte con Four Roads-Tamana y Coal Mine (localidades pertenecientes a la región de Sangre Grande), al sur con Cushe-Navet y Charuma Village, al este con Plum Mitan (localidad perteneciente a la región de Sangre Grande) y Cocal Estate-Mayaro, y al oeste con Four Roads-Tamana, Canque y Brickfield-Navet (localidad perteneciente a la región de Couva-Tabaquite-Talparo).

## Demografía
Datos demográficos de la localidad de Biche:
| Gráfica de evolución demográfica de Biche entre 2000 y 2011 |
|                                                             |